# Aphaereta aotea
Aphaereta aotea är en stekelart som beskrevs av Hughes och Woolcock 1976. Aphaereta aotea ingår i släktet Aphaereta och familjen bracksteklar. Inga underarter finns listade i Catalogue of Life.